# 에리크 라 샐
에리크 라샐(Eriq La Salle, 1962년 7월 23일 ~ )은 미국의 배우, 감독, 작가, 제작자이다.

## 출연 작품

### 영화
- 5번가의 비명 (1987)
- 구혼 작전 (1988)
- 로건 (2017)

### 텔레비전
- ER (1994-2002, 2008-09)